# MechWarrior (серия игр)
MechWarrior — название серии компьютерных игр, действие которых происходит во вселенной BattleTech, научно-фантастическом мире, придуманном FASA Corporation. Первая игра в серии была разработана компанией Dynamix.

## Основная серия
- MechWarrior (1989); MechWarrior для Super Nintendo (1993)
- MechWarrior 2: 31st Century Combat, (1995) для PC, Sega Saturn и Sony PlayStation, (1996); MechWarrior 3050 (1994) для Sega Genesis, SNES
  - MechWarrior 2: Ghost Bear’s Legacy (дополнение к игре) (1995)
  - MechWarrior 2: Mercenaries (1996)
  - MechWarrior 2: BattlePack (1997)
  - MechWarrior 2: The Titanium Trilogy (1998)
  - MechWarrior 2: Mercenaries (Titanium Edition) (1998)
- MechWarrior 3 (1999); для PC
  - MechWarrior 3: Pirate’s Moon (дополнение к игре) (1999)
  - MechWarrior 3 (Gold Edition) (2002)
- MechWarrior 4: Vengeance (2000); для PC
  - MechWarrior 4: Black Knight (дополнение к игре) (2001)
  - MechWarrior 4: Mercenaries (2002), (2010) — переиздание
  - MechWarrior 4: Inner Sphere 'Mech Pak (дополнение к игре) (2002)
  - MechWarrior 4: Clan 'Mech Pak (дополнение к игре) (2002)
  - MechWarrior 4 Compilation (2004)
- MechWarrior Online (перезагрузка серии[1][2], анонс 8 июля 2009), начало бета-тестов в мае 2012, официально выпущена в сентябре 2013 Piranha Games / Smith & Tinker, для PC
- MechWarrior 5: Mercenaries (2019); для PC[3][4]

## Другие игры и серии

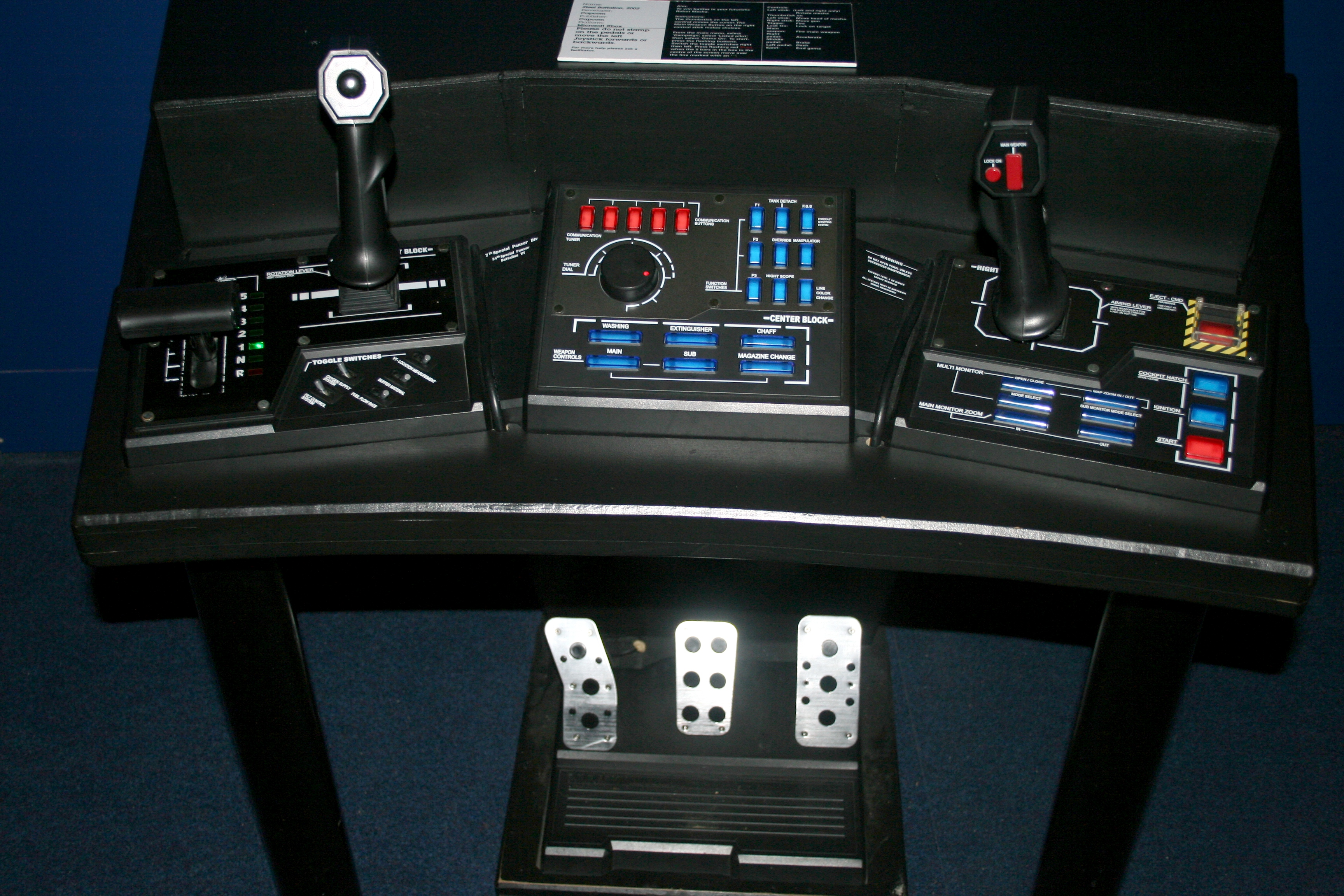
Приборная панель органов управления «Vertical Tank» Control System выпущенная для игры Steel Battalion (возможно подключение к MechWarrior 3 и 4)

- BattleTech: The Crescent Hawk's Inception (1989), Westwood Studios / Infocom, DOS, Amiga, C64
- BattleTech: The Crescent Hawk's Revenge (1990), Westwood Studios / Infocom, DOS
- BattleTech: A Game of Armored Combat (1994), Extreme Entertainment Group, Sega Genesis
- MechWarrior 3050 (1994), Tiburon Entertainment / Activision, Super Nintendo и Sega Genesis
- MechCommander (1998), FASA Interactive / MicroProse, Windows
  - MechCommander: Desperate Measures (1999), FASA Interactive / MicroProse, Windows
- MechCommander 2 (2001), FASA Interactive / MicroProse, Windows
- MechAssault (2002), Day 1 Studios, Xbox
- MechAssault 2: Lone Wolf (2004), Day 1 Studios, Xbox
- MechAssault: Phantom War (2006), Backbone Entertainment / Majesco, Nintendo DS
- Battletech: Firestorm — симулятор кабины меха, созданный Virtual World Entertainment.

## Игры, созданные поклонниками серии
- Assault Tech 1 : Battletech  (2004)[6] (самостоятельная игра), PC
- MechWarrior Living Legends  (2009)[7] (мод к игре Crysis), PC
- Battlemech Hanger  (2010)[8] (мод к игре Battlefield 2142), PC
- Megamech[9] (самостоятельная игра), PC